# Киша (приток Белой)
Киша́ (адыг. Къэщэн — «невеста») — горная река в России, протекает по территории Майкопского района Республики Адыгеи. Название «Чегс» было указано на дореволюционных верстовых картах. Устье реки находится на 202 км по правому берегу реки Белой. Длина реки — 52 км, площадь водосборного бассейна — 499 км². Основные притоки — река Безымянка, река Шиша, река Холодная, река Грустная, река Китайка. В долине реки расположены гора Пшекиш, гора Гефо, плато Бамбаки, гора Джуга, гора Уруштен, гора Джемарук, гора Чугуш, несколько горных озёр и ледников. В том числе, самый низкий ледник Кавказа — ледник Воробьева (ледник № 21).
Река расположена в Северном участковом лесничестве Кавказского заповедника, протекает по дикой незатронутой хозяйственной деятельностью территории. Долина реки труднопроходима, автомобильные дороги отсутствуют, тропа вдоль реки есть только на протяжении 20 километров от её устья. В связи с труднодоступностью и охранным режимом Кавказского заповедника редко посещается людьми. Единственное место в долине реки Киша, где живут люди — одноименный кордон Кавказского заповедника, расположенный в 13 километрах выше её устья, где постоянно дежурят егеря заповедника. Рядом с устьем Киши на реке Белой находится популярный туристический объект «Кишинские пороги», на котором регулярно проводятся соревнования по водному сплаву.
В среднем течение реки расположено урочище «Сенная Поляна», к которому подходит тропа из поселка Гузерипль, ведущая в долину реки Уруштен и далее через Главный Кавказский хребет — в сторону поселка Красная Поляна. На Сенной Поляне расположен балаган «Лагерь Сенной», используемый егерями Кавказского заповедника, туристами и браконьерами.
В связи с полноводностью перейти реку вброд проблематично, особенно во время дождей и таяния снегов. На всем протяжении реки есть всего лишь два пешеходных моста — на кордоне Киша и на Сенной поляне. Напротив устья Киши, на другом берегу реки Белой проходит асфальтированная дорога из Майкопа в посёлок Гузерипль.

## Данные водного реестра
По данным государственного водного реестра России относится к Кубанскому бассейновому округу, водохозяйственный участок реки — Белая. Речной бассейн реки — Кубань.
Код объекта в государственном водном реестре — 06020001112108100004427.